# Plateforme de glace de Bach
La plateforme de glace de Bach, ou barrière de glace de Bach, est une plateforme de glace située en Antarctique, au sud de l'île Alexandre-Ier.

## Étymologie

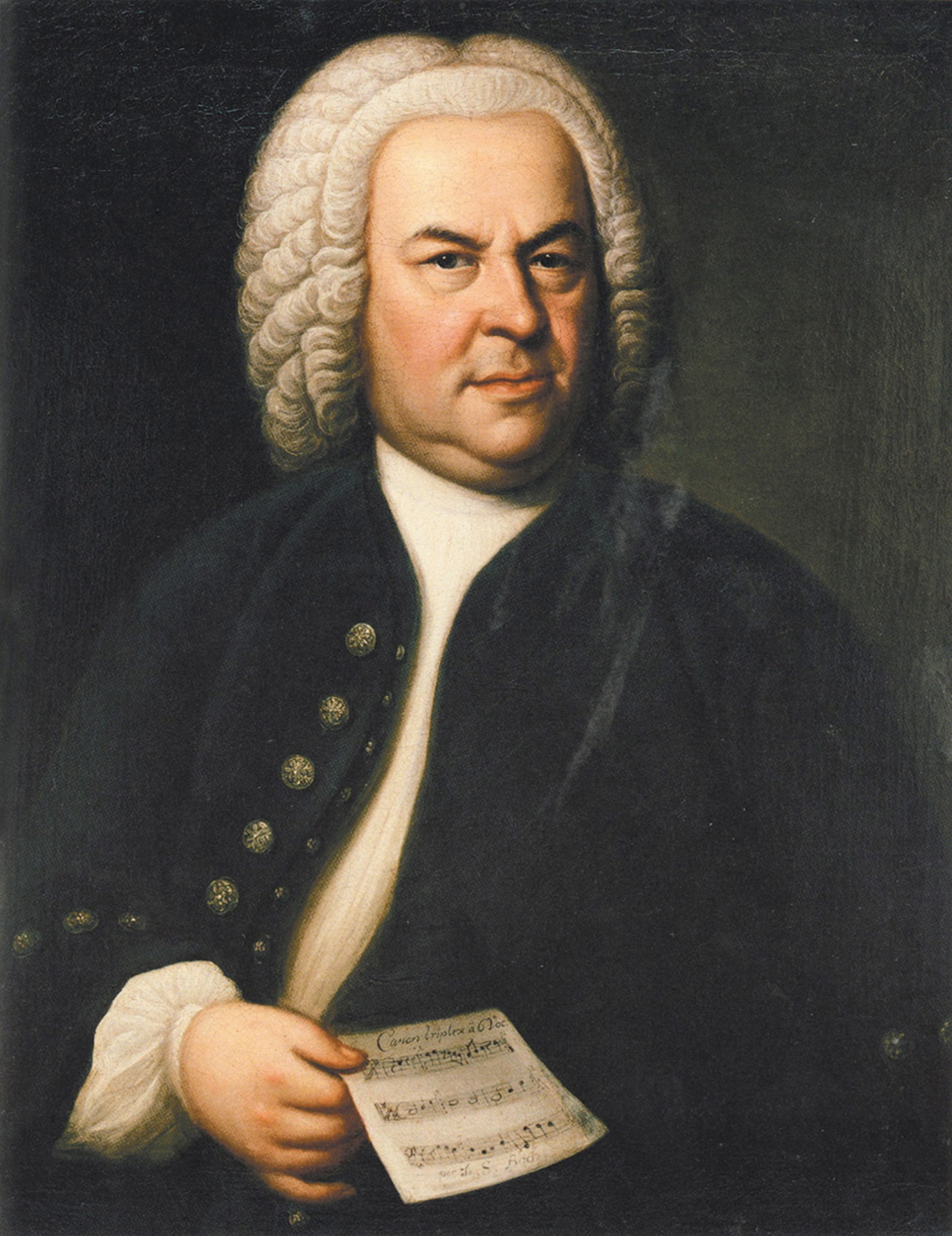
Portrait de Jean-Sébastien Bach, qui a donné son nom à la plateforme de glace.

La plateforme de glace tire son nom du compositeur, musicien et organiste allemand Jean-Sébastien Bach. La grande majorité des modelés de l'île sur laquelle est adjacente la plateforme de glace de Bach porte le nom de compositeurs. Bien que les russes soient les premiers à découvrir l'île, ce sont les membres du British Antarctic Survey, un comité gouvernemental britannique, qui nomment les différents modelés. C'est quand les connaissances sur le continent se sont accrues que le Dr Brian Birley Roberts propose de nommer les nouveaux modelés de façon simplifiée, c'est-à-dire non plus par rapport au nom du découvreur ou explorateur mais bien par rapport à un thème donné. Il s'avère que l'île Alexandre-Ier s'est rapidement vu attribuer pour thème principal les compositeurs classiques.
Le nom de la plateforme est officiel et ne connait pas de variant. Il reçoit le nom du compositeur allemand le 1er janvier 1961 par l'UK Antarctic Place-names Committee (UK-APC).

## Géographie

### Situation

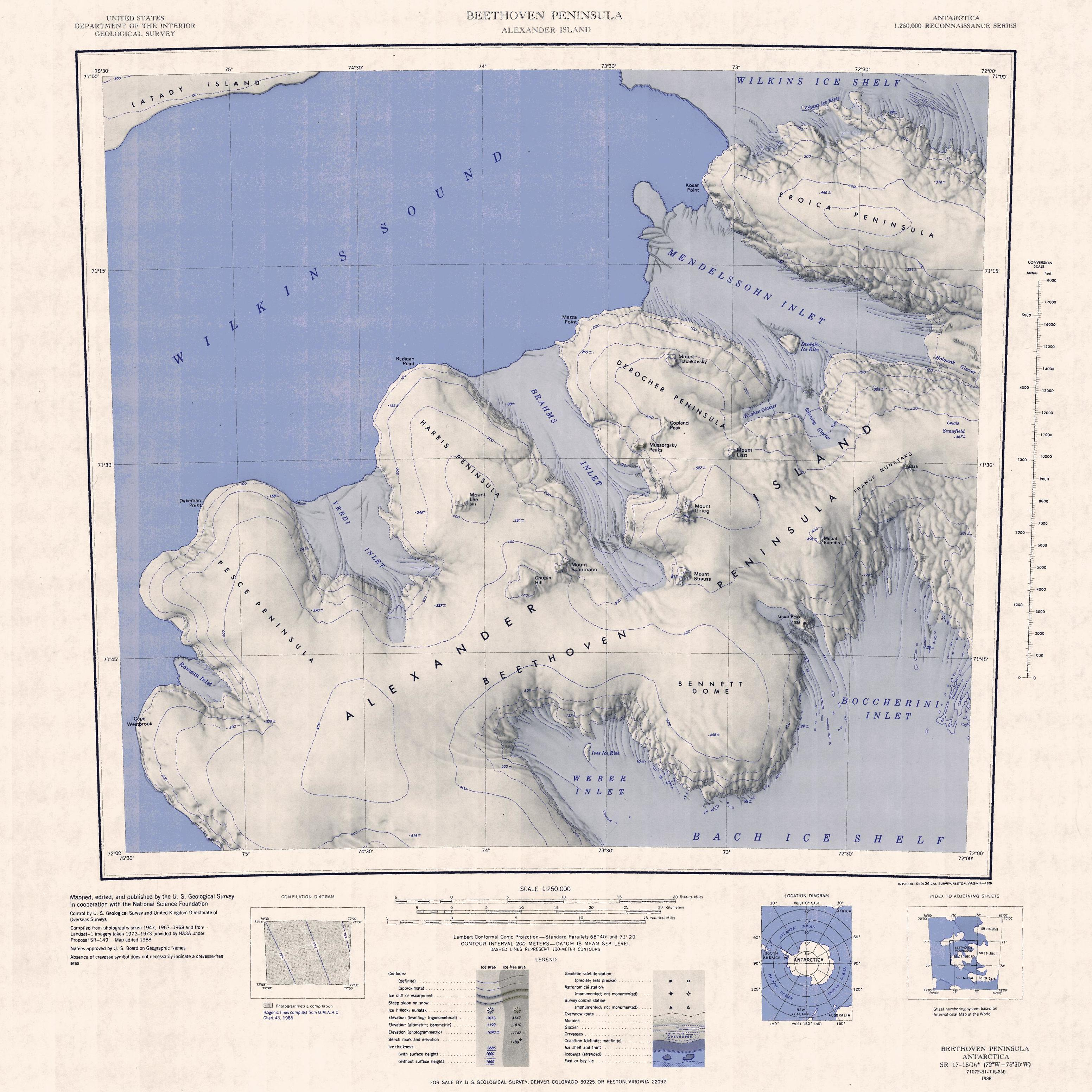
La péninsule Beethoven et ses modelés, avec la plateforme de glace de Bach au sud-est de la carte, dans le coin inférieur droit.

La plateforme de glace se situe au sud de l'île Alexandre-Ier, dans la mer de Bellingshausen, au niveau de la baie Couperin et de l'entrée de Ronne. La comprend quatre unités d'écoulement, des anses : Weber, Boccherini, Stravinsky et Williams. Deux autres modelés se situent directement à l'intérieur de la plateforme, faisant partie non pas de l'île Alexandre-Ier mais de son archipel. Ces modelés sont l'île Ives et les îles Landy. Elle est directement rattachée à l'île, d'ouest en est, aux péninsules Beethoven, Shostakovich et Monteverdi,.
Plusieurs glaciers viennent directement plonger sur la plateforme. Ce sont, d'ouest en est, les glaciers Alyabiev, Arensky, Dargomyzhsky et Glazunov. Les autres modelés de l'île situés le long de la plateforme sont, d'ouest en est : le cap Berlioz, le dôme Bennett, le pic Gluck, le pic Hageman, le pic Duffy, les pics Staccato, le pic Krieger, la crête Polarstar, l'Obélisque, le pic Gilliamsen, les nunataks Astraea, les nunataks Ceres et le cap Rossini.

#### Revendication
C'est une situation presqu'unique qui s'offre à la plateforme de glace de Bach : elle est revendiquée par trois pays. Bien que, depuis le Traité sur l'Antarctique, il soit impossible d'annexer quelque partie qu'il soit de l'Antarctique, les pays souverains ont le droit de revendiquer et de se disputer des parts de l'Antarctique. La péninsule Antarctique étant très convoitée, la plateforme de glace est revendiquée par le Chili (Territoire chilien de l'Antarctique), par le Royaume-Uni (Territoire antarctique britannique) et par l'Argentine (Antarctique argentin).

### Superficie et épaisseur
Avec le changement climatique, les plateformes de glace de l'Antarctique fondent beaucoup et perdent en superficie. La plateforme de glace de Bach s'étend en 2010 sur 4 536 km2. Entre cette mesure de superficie et 2020, la plateforme a perdu 120,6 km2 selon Tom Holt. En 2022, il est encore prévu que 3,2 % de sa superficie totale peut encore fondre sans changer la dynamique de la plateforme,. Mais d'autres sources, par exemple celle des scientifiques Alison Cook et David Vaughan, donnent des chiffres différents (4 487 km2 de superficie à l'été austral de 2008 à 2009 pour 311 km2 de perdu depuis 1950) tandis que Andrew Shepherd et Neil Peacock avançaient une superficie de 4 700 km2 environ ou encore les chiffres avancés par Michael Schodlok, Dimitris Menemenlis et Eric Rignot. Sans compter les différents facteurs comme par exemple l'eau plus chaude en provenance de l'entrée de Ronne, qui affecte cependant beaucoup moins cette plateforme de glace que d'autres,.
En 2005, la plateforme avait une épaisseur moyenne de 14,6 mètres et perdait, sur la période entre 1994 et 2016, un peu moins de 0,2 mètre d'épaisseur par an.
Ces deux données sont logiquement influencées par les différents écoulements dont les vitesses les plus importantes ont été enregistrées sur la période 2019-2020 sur l'anse de Boccherini, avec une vitesse de 150 mètres par an.

## Histoire
La plateforme est découverte en février 1940 pendant l'expédition américaine menée par l'amiral Richard Byrd. Il faut attendre les premières images aériennes pour qu'une cartographie approximative soit faite mais c'est pendant l'été austral de 1947-1948 qu'une cartographie complète sera réalisée sur base de photographies aériennes prises lors de l'expédition américaine de Finn Ronne.

## Glaciologie
Le glaciologue britannique David Glyn Vaughan, après avoir étudié et observé des marées sur la plateforme de glace de Filchner-Ronne, a appliqué un modèle de flexion des marées sur les bords de plateformes de glace sur celle de Bach, et ce fut un succès, obtenant des données scientifiques jusque là jamais obtenues. Après cette expérience, il affirme pouvoir facilement appliquer ce modèle ailleurs.
En 2022, une étude menée par le Centre de Glaciologie du Département de Géographie et des Sciences de la Terre de l'Université d'Aberystwyth, au Pays de Galles, permet, grâce à des images satellites de Landsat 7, Landsat 8, Sentinel-2 et ASTER, datant de 1999 à 2020, de mesurer la diminution de surface et d'épaisseur de plusieurs plateformes de glace dont celle de Bach avec Stange et George VI,. Parmi les trois plateformes de glace, celle de Bach a le plus reculée sur les vingt dernières années. Pour la décennie 2030, la plateforme de glace de Bach pourrait diminuer encore plus rapidement, la glace stabilisatrice ayant déjà presque disparue. Cette fonte se constate surtout sur le front; sur la période 1973-1974, la forme était sinusoïdale et a tendance à devenir concave plus la fonte s'accentue.